# The Empty House
Pour plus de détails, voir Fiche technique et Distribution.
The Empty House est un film britannique réalisé par Maurice Elvey, sorti en 1921.

## Fiche technique
- Titre original : The Empty House
- Réalisation : Maurice Elvey
- Scénario : William J. Elliott, d'après la nouvelle La Maison vide d'Arthur Conan Doyle
- Direction artistique : Walter W. Murton
- Photographie : Germain Burger
- Montage : Leslie Britain
- Société de production : Stoll Picture Productions
- Société de distribution : Stoll Picture Productions
- Pays de production :  Royaume-Uni
- Langue originale : anglais
- Format : noir et blanc — 35 mm — 1,37:1 — Film muet
- Genre : Film policier
- Durée : deux bobines (550 m)
- Date de sortie :
  - Royaume-Uni : avril 1921

## Distribution
- Eille Norwood : Sherlock Holmes
- Hubert Willis : Docteur Watson
- Madame d'Esterre : Mrs Hudson
- Austin Fairman : Ronald Adair
- Cecil Kerr : Charles Ridge
- Arthur Bell : Inspecteur Lestrade
- Sidney Seaward